# Liocrops carnosa
Liocrops carnosa är en fjärilsart som beskrevs av Swinhoe 1895. Liocrops carnosa ingår i släktet Liocrops och familjen sikelvingar. Inga underarter finns listade i Catalogue of Life.